# Nathan Guerbeur
Nathan Guerbeur (* 14. März 1996 in Truchtersheim) ist ein französischer Duathlet und Triathlet. Er ist Duathlon-Weltmeister Kurzdistanz (2021).

## Werdegang
Nathan Guerbeur wurde 2017 Dritter bei der Duathlon-Europameisterschaft U23.
2018 wurde er in Schweden Dritter bei der Hochschul-Weltmeisterschaft Triathlon und mit der französischen Staffel (Jeanne Lehair, Nathan Grayel und Mathilde Gautier) holte er sich hier den Weltmeistertitel.
Im April 2019 wurde er in Noyon Zweiter bei der französischen Meisterschaft Duathlon.

### Duathlon-Weltmeister 2021
In Spanien wurde Nathan Guerbeur im November 2021 ITU-Weltmeister Duathlon. Bei der Weltmeisterschaft 2023 belegte der 27-Jährige im April in Spanien den 19. Rang. Im Mai 2024 wurde er Vierter im Ironman 70.3 Kraichgau.

### Triathlon-Langdistanz seit 2025
Im Juli 2025 wurde der 29-Jährige Zweiter bei seinem ersten Start auf der Langdistanz im Ironman Leeds.

## Sportliche Erfolge
| Datum/Jahr    | Rang | Wettbewerb                             | Austragungsort | Zeit     | Bemerkung                                                                     |
| ------------- | ---- | -------------------------------------- | -------------- | -------- | ----------------------------------------------------------------------------- |
| 29. Apr. 2023 | 19   | ITU Duathlon World Championships       | Ibiza          | 00:53:02 | 5 km Laufen, 20 km Radfahren und 2,5 km Laufen; hinter dem Spanier Mario Mola |
| 17. Juli 2022 | 3    | World Games 2022                       | Birmingham     | 01:19:43 | 2x2 Mixed Relay; mit Garance Blaut                                            |
| 8. Mai 2022   | 5    | FRA Duathlon National Championships    | Châteauroux    | 00:53:51 | Sprint-Duathlon Staatsmeisterschaft; hinter Benjamin Choquert                 |
| 6. Nov. 2021  | 1    | ITU Duathlon World Championships       | Aviles         | 01:45:28 | ITU-Weltmeister Duathlon                                                      |
| 14. Apr. 2019 | 2    | FRA Duathlon National Championships    | Noyon          | 00:50:01 | Duathlon-Staatsmeisterschaft; hinter Yohan Le Berre                           |
| 29. Apr. 2017 | 3    | ETU Duathlon European Championship U23 | Soria          | 01:50:39 | Duathlon-Europameisterschaft U23                                              |
| 8. Mai 2016   | 4    | FRA Duathlon National Championships    | Gravelines     | 01:20:26 | Sprint-Duathlon Staatsmeisterschaft                                           |

| Datum/Jahr    | Rang | Wettbewerb                                               | Austragungsort | Zeit     | Bemerkung                                                                                           |
| ------------- | ---- | -------------------------------------------------------- | -------------- | -------- | --------------------------------------------------------------------------------------------------- |
| 27. Juli 2025 | 2    | Ironman Leeds                                            | Leeds          | 08:24:43 | [ 3 ]                                                                                               |
| 23. Sep. 2024 | 7    | Ironman 70.3 Italy                                       | Emilia-Romagna | 03:46:19 | |
| 26. Mai 2024  | 4    | Ironman 70.3 Kraichgau                                   | Kraichgau      | 03:54:21 | |
| 24. Juli 2023 | 1    | Triathlon EDF Alpe d’Huez                                | Alpe d’Huez    | 05:48:32 | Sieger auf der Langdistanz                                                                          |
| 31. Okt. 2021 | 2    | ETU Triathlon European Championship Clubs                | Alhandra       | 01:23:31 | Mixed Relay (mit Zsanett Bragmayer, Maxime Hueber-Moosbrugger und Jeanne Lehair) für Metz Triathlon |
| 8. Sep. 2018  | 2    | ETU Triathlon European Cup                               | Valencia       | 01:44:29 | |
| 2. Sep. 2018  | 1    | FISU World University Triathlon Championship Mixed Relay | Kalmar         | 01:15:34 | in der gemischten Staffel mit Jeanne Lehair, Nathan Grayel und Mathilde Gautier                     |
| 1. Sep. 2018  | 3    | FISU World University Triathlon Championships            | Kalmar         | 00:51:52 | hinter dem Deutschen Lars Pfeifer                                                                   |